# Kotawiec
Kotawiec (Chlorocebus) – rodzaj ssaków naczelnych z podrodziny koczkodanów (Cercopithecinae) w obrębie rodziny koczkodanowatych (Cercopithecidae).

## Zasięg występowania
Rodzaj obejmuje gatunki występujące w Afryce.

## Badania
Kotawce są ważnym modelem w badaniach AIDS, procesów neurodegeneracyjnych, neurobehawioru, metabolizmu, otyłości i reakcji na stres psychologiczny. Genom kotawca został zsekwencjonowany i sekwencja referencyjna genomu kotawca jest dostępna poprzez przeglądarki genomowe NCBI Chlorocebus_sabeus 1.1 i Ensembl Vervet-AGM (Chlorocebus sabaeus).
Badania genomów kotawców w Afryce i na karaibskich wyspach St. Kitts, Nevis i Barbados wykazały, że karaibskie kotawce wywodzą się z Afryki Zachodniej. Pokazały również, że genom kotawców został silnie ukształtowany przez selekcję naturalną, w szczególności przez wirusy, w tym małpi wirus braku odporności SIV (ang. simian immunodeficiency virus) spokrewniony z HIV wywołującym AIDS u człowieka.
Badania ekosystemu jelit i genitaliów w naturalnych populacjach kotawców w Afryce wykazały szereg zmian dokujących się w składzie mikrobiomu gospodarza w wyniku naturalnej infekcji SIV. Reakcja mikrobiomu gospodarza na infekcję wirusem różni się u kotawców zainfekowanych SIV i ludzi z infekcją HIV. W mikrobiomie jelitowym małp zainfekowanych wirusem SIV zaobserwowano zwiększone zróżnicowanie mikrobiologiczne, zmianę składu mikrobiomu (wzrost ilości Succinivibrio, spadek ilości Veillonella), spadek liczby genów bakteryjnych działających w szlakach komórkowych związanych z infekcją patogennymi mikrobami oraz częściową odwracalność zmian mikrobiomu zachodzących we wczesnej fazie infekcji podczas późniejszej infekcji chronicznej.
Kotawiec jest również modelem do poznawania naturalnych mechanizmów rozwojowych począwszy od okresu prenatalnego. W mózgu i szeregu tkanek obwodowych kotawca zbadano regulację genów w trakcie rozwoju osobniczego u obu płci i zidentyfikowano genetyczne regulatory ekspresji genów w tkankach.
Badania wpływu na zdrowie kotawców stresu związanego z relokacją i izolacją społeczną wykazały, że stres psychologiczny prowadzi do supresji układu odpornościowego i zaburza aktywność genów związanych z chorobami przewlekłymi i odpornością.

## Morfologia
Długość ciała (bez ogona) samic 30–62 cm, samców 34–83 cm, długość ogona samic 35–66 cm, samców 45–76 cm; masa ciała samic 1,5–4,9 kg, samców 3–6,4 kg.

## Systematyka
Rodzaj zdefiniował w 1870 roku angielski zoolog John Edward Gray w katalogu swojego autorstwa poświęconym spisowi katalogowemu małp, lemurów i nietoperzy owocożernych znajdujących się w zbiorach Muzeum Brytyjskiego. Gray wymienił kilka gatunków – Simia rubra J.F. Gmelin, 1788 (= Simia patas von Schreber, 1775), Simia pygerythra F. Cuvier, 1821, Cercopithecus rufo-viridis I. Geoffroy Saint-Hilaire, 1843, Simia sabaea Linnaeus, 1766 i Chlorocebus engythithea J.E. Gray, 1871 (= Simia aethiops Linnaeus, 1758) – z których gatunkiem typowym jest (późniejsze oznaczenie) Simia sabaea Linnaeus, 1766.

### Etymologia
- Cercopithecus: gr. κερκοπίθηκος kerkopithēkos ‘małpa z długim ogonem’, od gr. κερκος kerkos ‘ogon’; πιθηκος pithēkos ‘małpa’[19]. Gatunek typowy: Erxleben wymienił kilkanaście gatunków – Simia maura von Schreber, 1774 (nomen dubium), Simia faunus Linnaeus, 1758 (nomen dubium), Simia cephus Linnaeus, 1758, Simia petaurista von Schreber, 1774, Simia diana Linnaeus, 1758, Simia roloway von Schreber, 1774, Simia mona von Schreber, 1774, Simia nictitans Linnaeus, 1766, Simia aethiops Linnaeus, 1758, Simia sabaea Linnaeus, 1766, Simia patas von Schreber, 1774, Simia talapoin von Schreber, 1774, Simia aygula Linnaeus, 1758 (= Simia fascicularis Raffles, 1821), Simia silenus Linnaeus, 1758, Simia sinica Linnaeus, 1771, Simia cynocephalus Linnaeus, 1766, Simia hamadryas Linnaeus, 1758, Simia nemaeus Linnaeus, 1771, Cercopithecus vetulus Erxleben, 1777, Cercopithecus senex Erxleben, 1777 (= Cercopithecus vetulus Erxleben, 1777), Cercopithecus veter Erxleben, 1777 (= Simia silenus Linnaeus, 1758) oraz Cercopithecus Cynomolgus Erxleben, 1777 (= Simia hamadryas Linnaeus, 1758) – z których gatunkiem typowym jest (późniejsze oznaczenie) Simia sabaea Linnaeus, 1766[18].
- Callithrix: gr. καλλιθριξ kallithrix ‘piękne włosy’, od καλλος kallos ‘piękno’, od καλος kalos ‘piękny’; θριξ thrix, τριχος trikhos ‘włosy’[20]. Gatunek typowy: Reichenbach wymienił kilka gatunków – Cercopithecus griseo-viridis Desmarest, 1821 (= Chlorocebus aethiops Linnaeus, 1758), Simia cynosuros Scopoli, 1786, Cercopithecus tephrops Bennett, 1833 (= Simia cynosuros Scopoli, 1786), Simia Pygerythra F. Cuvier, 1821, Cercopithecus lalandii I. Geoffroy Saint-Hilaire, 1843 (= Simia Pygerythra F. Cuvier, 1821), Cercopithecus rufo-viridis[c] I. Geoffroy Saint-Hilaire, 1843, Cercopithecus circumcinctus Reichenbach, 1862 (= Simia Pygerythra F. Cuvier, 1821), Cercopithecus flavidus W. Peters, 1851 (= Simia Pygerythra F. Cuvier, 1821), Simia sabaea Linnaeus, 1766, Cercopithecus callitrichus I. Geoffroy Saint-Hilaire, 1851 (= Simia sabaea Linnaeus, 1766), Cercopithecus Werneri I. Geoffroy Saint-Hilaire, 1851 (= Simia sabaea Linnaeus, 1766), Simia patas von Schreber, 1774, Cercopithecus poliophaeus Reichenbach, 1862, Cercopithecus pyrrhonotus Hemprich & Ehrenberg, 1829 (= Simia patas von Schreber, 1774), Simia rubra J.F. Gmelin, 1788 (= Simia patas von Schreber, 1774) i Cercopithecus ochraceus W. Peters, 1851 (= Simia cynocephalus Linnaeus, 1766) – z których gatunkiem typowym jest (późniejsze oznaczenie) Cercopithecus callitrichus I. Geoffroy Saint-Hilaire, 1851 (= Simia sabaea Linnaeus, 1766)[18].
- Chlorocebus: gr. χλωρος khlōros ‘bladozielony, żółty’; κηβος kēbos ‘długoogoniasta małpa’[21].
- Cynocebus: gr. κυων kuōn, κυνος kunos ‘pies’; κηβος kēbos ‘długoogoniasta małpa’[22]. Gatunek typowy (oznaczenie monotypowe): Cercopithecus cynosurus Scopoli, 1786.

### Podział systematyczny
Do rodzaju należą następujące występujące współcześnie gatunki:
| Grafika | Gatunek                   | Autor i rok opisu  | Nazwa zwyczajowa     | Podgatunki         | Rozmieszczenie geograficzne | Podstawowe wymiary                        | Status IUCN |
| ------- | ------------------------- | ------------------ | -------------------- | ------------------ | --- | ----------------------------------------- | ----------- |
|         | Chlorocebus aethiops      | (Linnaeus, 1758)   | kotawiec zielonosiwy | gatunek monotypowy | na wschód od Nilu Białego w południowo-wschodnim Sudanie, wschodnim Sudanie Południowym, Erytrei, Etiopii (na południe od rzeki Omo, na wschód od Wielkich Rowów Afrykańskich) i Dżibuti; prawdopodobnie południowy Egipt | DC: 30–60 cm DO: 41–76 cm MC: 1,5–6,4 kg  | LC          |
|         | Chlorocebus tantalus      | (Ogilby, 1841)     | kotawiec piekielny   | 3 podgatunki       | Czarna Afryka od wschodniej Burkiny Faso i Ghany (na wschód od rzeki Wolta) do zachodniej Somalii (na zachód od Nilu Białego), Sudanu Południowego (od Dżabal Marra na południe do gór Imatong) i Ugandy | DC: 30–83 cm DO: 41–66 cm MC: 3–6,4 kg    | LC          |
|         | Chlorocebus sabaeus       | (Linnaeus, 1766)   | kotawiec jasnonogi   | gatunek monotypowy | Senegal i Gwinea Bissau (z archipelagiem Bijagós) na wschód do Ghany (tuż na zachód od rzeki Wolta); prawdopodobnie południowa Mauretania; wprowadzony do Wybrzeża Kości Słoniowej i Indii Zachodnich | DC: 30–60 cm DO: 41–76 cm MC: 1,5–6,4 kg  | LC          |
|         | Chlorocebus cynosuros     | (Scopoli, 1786)    | kotawiec nadrzewny   | gatunek monotypowy | południowy Gabon, południowe Kongo, południowa Demokratyczna Republika Konga, Angola, Zimbabwe (na zachód od doliny rzeki Luangwa), północna Namibia i północna Botswana | DC: 30–65 cm DO: 35–76 cm MC: 1,5–6,4 kg  | LC          |
|         | Chlorocebus pygerythrus   | (F. Cuvier, 1821)  | kotawiec sawannowy   | 5 podgatunków      | południowa Etiopia (na wschód od Wielkich Rowów Afrykańskich), południowa Somalia, Kenia (włącznie z archipelagiem Lamu), wschodnia i południowo-zachodnia Uganda, Rwanda, Burundi, Tanzania (z wyspami Pemba i Mafia), Zambia (na wschód od doliny rzeki Luangwa), Malawi, Mozambik, Zimbabwe, Namibia, wschodnia Botswana, Eswatini, Lesotho oraz znaczna część Południowej Afryki | DC: 30–70 cm DO: 41–76 cm MC: 1,5–6,4 kg  | LC          |
|         | Chlorocebus djamdjamensis | (Neumann, 1902)    | kotawiec górski      | 2 podgatunki       | Etiopia (fragmenty lasu w Sidama, góry Bale, na wschód od jezior Abijatta, Shala i Ziway w etiopskiej części Wielkich Rowów Afrykańskich) | DC: 30–60 cm DO: 41–76 cm MC: 1,5–6,4 kg  | VU          |
|         | Chlorocebus dryas         | (E. Schwarz, 1932) | koczkodan leśny      | gatunek monotypowy | Demokratyczna Republika Konga (Kotlina Konga w rezerwacie Bonobo Kokolopori i Parku Narodowym Lomami; dokładne granice zasięgu niepewne) | DC: 35–38 cm DO: około 50 cm MC: 2,3–3 kg | EN          |

Kategorie IUCN:  LC  – gatunek najmniejszej troski,  VU  – gatunek narażony,  EN  – gatunek zagrożony.
Opisano również gatunek wymarły z wczesnego plejstocenu dzisiejszej Tanzanii:
- Chlorocebus ngedere Arenson, Harrison, Sargis, Taboada & Gilbert, 2022